# (3996) Fugaku
(3996) Fugaku est un astéroïde de la ceinture principale.

## Description
(3996) Fugaku est un astéroïde de la ceinture principale. Il fut découvert le 5 décembre 1988 à Yorii par Masaru Arai et Hiroshi Mori. Il présente une orbite caractérisée par un demi-grand axe de 2,26 UA, une excentricité de 0,10 et une inclinaison de 2,3° par rapport à l'écliptique.

## Compléments